# Iskmo Lillön
Iskmo Lillön är en halvö i Finland. Den ligger i Korsholm i landskapet Österbotten, i den västra delen av landet, 400 km nordväst om huvudstaden Helsingfors.